# 布拉格新城

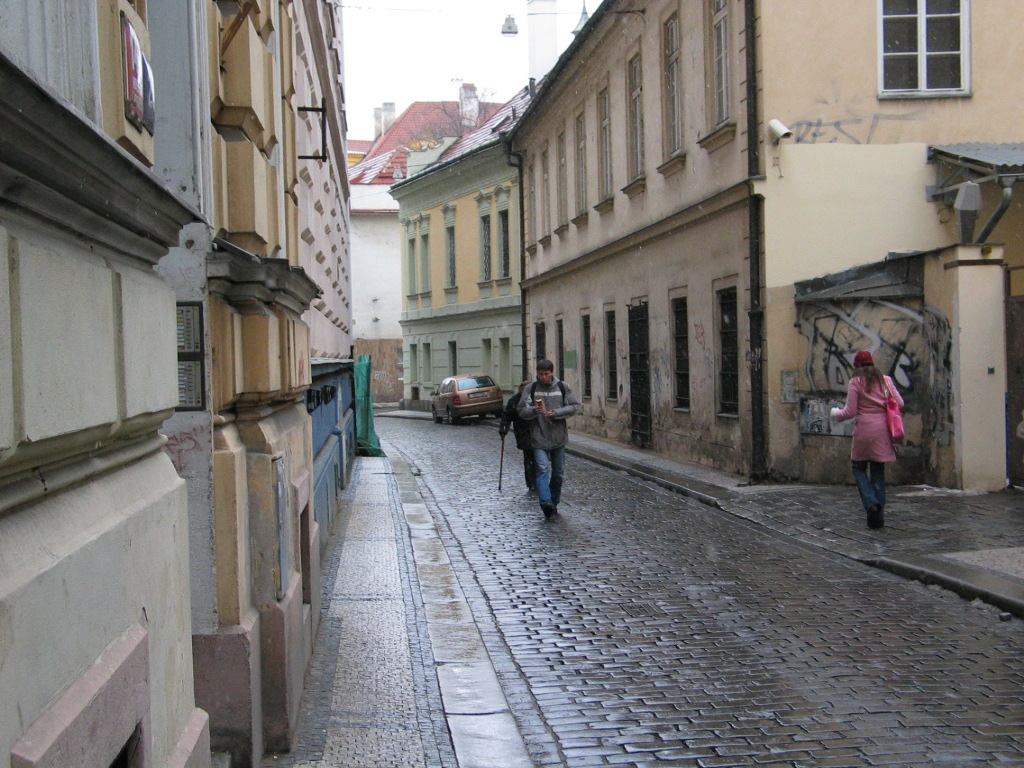
布拉格新城的街道

布拉格的新城（捷克語：Nové Město）是捷克共和国首都布拉格的一个区。今日布拉格的历史中心在中世纪到1784年之间是5个独立的城镇，布拉格新城是其中最年轻，也是面积最大的一个。布拉格新城由查理四世创建于1348年，就在布拉格老城的城墙以外，在东侧和南侧环绕老城，面积7.5 km²，大约是老城的3倍。1378年布拉格的人口超过了4万，也许达到这个数字的两倍，使其成为阿尔卑斯山以北人口第4多的城市，按照面积，成为欧洲第三大城市。尽管新城目前的布局形成于14世纪，但是只有少数当时的教堂和行政建筑保存至今。在新城不仅有许多世俗和教育建筑，而且还特别以宏伟的哥特式和巴洛克式教堂著称。布拉格新城最著名的地标是瓦茨拉夫广场，起初是一个马匹市场，现在是商业和旅游业的中心。在15世纪，新市政厅是发生第一次布拉格拋窗事件的地点。

## 名胜
- 德沃夏克博物馆
- 布拉格国立博物馆
- 布拉格国家剧院
- U Fleků 啤酒馆

## 广场
- 马匹市场，今瓦茨拉夫广场
- 牛市场，今查理广场
- 干草市场，今天共和国广场的南部